# São Ludgero
São Ludgero is een gemeente in de Braziliaanse deelstaat Santa Catarina. De gemeente telt 10.951 inwoners (schatting 2009).

## Aangrenzende gemeenten
De gemeente grenst aan Braço do Norte, Gravatal, Orleans, Pedras Grandes en Tubarão.